# Cerceis tuberculata
Cerceis tuberculata är en kräftdjursart som beskrevs av Mueller 1991. Cerceis tuberculata ingår i släktet Cerceis och familjen klotkräftor. Inga underarter finns listade i Catalogue of Life.